# Central European Media Enterprises
Central European Media Enterprises (CME) okomito je integrirana tvrtka sa sjedištem na Bermudskim otocima. Tvrtku je osnovao Ronald Lauder. Posjeduje distribuciju televizijskog programa, sadržaja i novih medija u srednjoj i Istočnoj Europi. Tvrtka je uvrštena na NASDAQ i Prašku burzu pod šifrom CETV.

## Televizijski program
CME vodeća je tvrtka u distribuciji televizijskog programa u svakoj zemlji u kojoj posjeduje televizijske kuće te pokriva više od 50 milijuna domova. Tvrtka je započela kao jedan televizijski kanal u Češkoj 1994. godine. Trenutačno je prisutna na šest tržišta i posjeduje 24 komercijalne televizijske kuće.
2010. godine, CME je kupio bTV grupu u Bugarskoj. Grupa uključuje bTV, vodeću zemaljsku komercijalnu televiziju u Bugarskoj, kao i bTV Cinema i bTV Comedy, kabelske kanale i nekoliko radijskih postaja.

## Sadržaj i distribucija
Godine 2009., CME je kupio Media Pro Entertainment, jednog od vodećih proizvođača i distributera televizijske fikcije koji posjeduje jedno od najvećih produkcijskih postrojenja u Srednjoj i Istočnoj Europi. U 2010. godini proizvodi 890 sati fikcije, 1881 sat reality i zabavnog programa i nekoliko filmova. Također nudi usluge upravljanja produkcijom za producente stranih filmova i komercijalne oglašivače.
CME je učvrstio svoj položaj na tržištu kao okomito integrirana tvrtka kada je u ožujku 2011. objavio kupnju vodeće tvrtke za distribuciju sadržaja u Češkoj i Slovačkoj,  Bontonfilms a.s.

## Novi mediji
Odjel za nove medije, koji je stvoren 2010. godine, posjeduje više od 60 online proizvoda i usluga s prosječno 8,5 milijuna stvarnih korisnika mjesečno. Nedavno je objavljeno da će ponuditi uslugu videa na zahtjev svim korisnicima unutar CME-ovih tržišta.

## Ključni dioničari
Dana 23. ožujka 2009., Time Warner objavio je da će uložiti 241,5 milijuna dolara u zamjenu za 31% dionica CME-a.
Dvije godine kasnije, 3. ožujka 2011., Time Warner kupio je još 3,1 milijuna dionica i povećao vlasnički udio u CME-u na 34,4% uz 47% glasačkih prava i ukupno 22,1 milijuna dionica.

## Distribucija televizijskog programa
- Bugarska (bTV Media group)
  - Televizijski kanali
    - bTV – nacionalni zemaljski kanal
    - bTV Cinema - kabel i satelit
    - bTV Comedy – kabel i satelit
    - bTV Action – kabel i satelit
    - RING.BG – kabel i satelit

  - Radio stanice (bTV Radio grupa)
    - N-JOY - regionalni
    - Z-Rock - regionalni
    - PRO.FM - Sofia gradski
    - Classic FM - Sofia gradski
    - Jazz FM - Sofia gradski
    - Melody Radio - Sofia gradski
- Hrvatski televizijski kanali
  - Nova TV – nacionalno DVB-T
  - Doma TV – nacionalno DVB-T
  - Mini TV – kabel i satelit
  - Nova world – kanal za hrvatske iseljenike
- Češki televizijski kanali
  - TV Nova – nacionalno zemaljski
  - Nova Cinema – nacionalno zemaljski
  - Nova Sport – kabel i satelit
  - MTV Czech – kabel i satelit

- Rumunjska (Media PRO)
  - Televizijski kanali
    - PRO.TV – nacionalno zemaljski
    - PRO Cinema – kabel i satelit
    - PRO.TV Internaţional – kabel i satelit za iseljeništvo
    - PRO.TV Chisinau – nacionalno zemaljski (emitiranje u Moldavija)
    - Acasă – kabel i satelit
    - Acasă Gold – kabel i satelit
    - PRO Arena – kabel i satelit

- Slovački televizijski kanali
  - Markíza – nacionalno zemaljski
  - TV Doma – kabel i satelit
- Slovenski televizijski kanali (Pro Plus)
  - Kanal A – nacionalno zemaljski
  - POP TV – kabel i satelit
  - POP BRIO – kabel i satelit

## Odjel za nove medije
Tvrtka upravlja Live TV-om, Catch-up TV-om, TV-vijestima, programskim mikroweb-stranicama, raznim sadržajem, blogovima i društvenim mrežama. Uvedena na svih šest CME-ovih tržišta, ova mapa proizvoda uključuje:
Bugarska
bTV Web Platform
- Vodeći novinski i športski portal[9]
- Športska novinska internetska stranica, Ring.bg[10]
- Web stranica za žene, Ladyzone.bg[11]
- Vodeći glazbeni portal, Njoybg.com[12]
- Rock glazbeni portal, Zrockbg.com[13]
- Web stranica za glazbu 80-ih i 90-ih, Melodybg.com[14]
- Internetska stranica za modernu glazbu, Profm.bg[15]
- Web stranica za jazz,[16]
- Web stranica za klasičnu glazbu, Classicfmsofia.com[17]

Hrvatska
- Službena web stranica Novatv.hr,[18]
- Novinski portal, Dnevnik.hr[19]
- Blogerski portal, Blog.hr[20]
- Web stranica za žene, Zadovoljna.hr[21]
- Video portal,Gle.to[22]
- Dječja web stranica, Mojamini.hr[23]
- Športski portal, Gol.hr[24]
- Službena web stranica Doma TV-a, Domatv.hr[25]

Češka
- News portal,[26] TN.cz
- Službena web stranica,[27] Nova.cz
- Blogerski portal,[28] Blog.cz
- Tražilica,[29] Jyxo.cz
- Foto razmjena,[30] Galerie.cz
- Web portal za žene,[31] Doma.cz
- Portal za mlade,[32] Krasna.cz
- Video portal, VoD,[33] Voyo.cz
- Poker portal,[34] Pokerfan.cz
- Portal za web igre,[35] Dobyvatel.cz
- Tražilica,[36] Vybereme.cz
- Portal za web igre,[37] Hry.nova.cz

Slovačka
- News portal,[38] TVNoviny.sk
- Catch-up TV,[39] Markiza.sk
- Catch-up TV,[40] Doma.markiza.sk

Slovenija
- News portal i društvena mreža,[41] 24ur.com
- Roditeljski portal,[42] Bibaleze.si
- Financijska web stranica,[43] Cekin.si
- Dom, vrt i lifestyle,[44] Dominvrt.si
- Dating web stranica,[45] Frendiinflirt
- Golf web stranica,[46] Golfportal
- Lifestyle web stranica za muškarce,[47] Moskisvet.com
- Web stranica za muškarce,[48] Vizita.si
- Portal za žene,[49] Zadovoljna.s
- Catch up TV,[50] popplus.si
- osvajalec.si,[51]
- okusno.je,[52]

Rumunjska
- News portal,[53] StirileproTV.ro
- Sportski portal i društvena mreža,[54] Sport.ro
- News portal,[55] Infopro.ro
- Glazbena web stranica,[56] MTV.ro
- ProTV kanal sa 7 micrositeova i catch-up TV,[57] ProTV.ro
- Četiri micrositeova, catch-up TV,[58] AcasaTV.ro
- ProTV International i društvena mreža,[59] ProTVintl.ro
- Radio stanica s vijestima i 18 glazbenih online streamova,[60] ProFM.ro
- Kviz web stranica i društvena mreža,[61] Conquiztador.ro
- Microsite za online igre s bitkama,[62] Kombat.ro
- Website za žene,[63] Perfecte.ro

## Ostalo
Rumunjska
- SC ProVideo SRL, distributer kućnih videa, u supermarketima, cash & carry trgovinama.[64]

## Upravni odbor
Nezavisni
- Ronald S. Lauder
- Adrian Sarbu
- Eric Zinterhofer
- Paul Cappuccio
- Michael Del Nin
- Igor Kolomoisky

Zavisni
- Herbert A. Granath
- Charles Frank
- Alfred W. Langer
- Bruce Maggin
- Caryn Seidman Becker
- Duco Sickinghe
- Fred H. Langhammer
- Parm Sandhu

## Vanjske poveznice
- CME službene stranice